# Joanna Angel
Joanna Angel (* 25. prosince 1980, Brooklyn, New York, USA) je americká pornoherečka specializující se na alternativní pornografii, která svoji kariéru v pornografickém průmyslu započala v roce 2005. V dubnu 2002 společně se spolubydlícím Mitchem Fontainem založila společnost BurningAngel, která v budoucnu způsobila velký nárůst zájmu o alternativní porno. Je známá především díky svému punkovému vzhledu a velkému množství tetování.

## Život

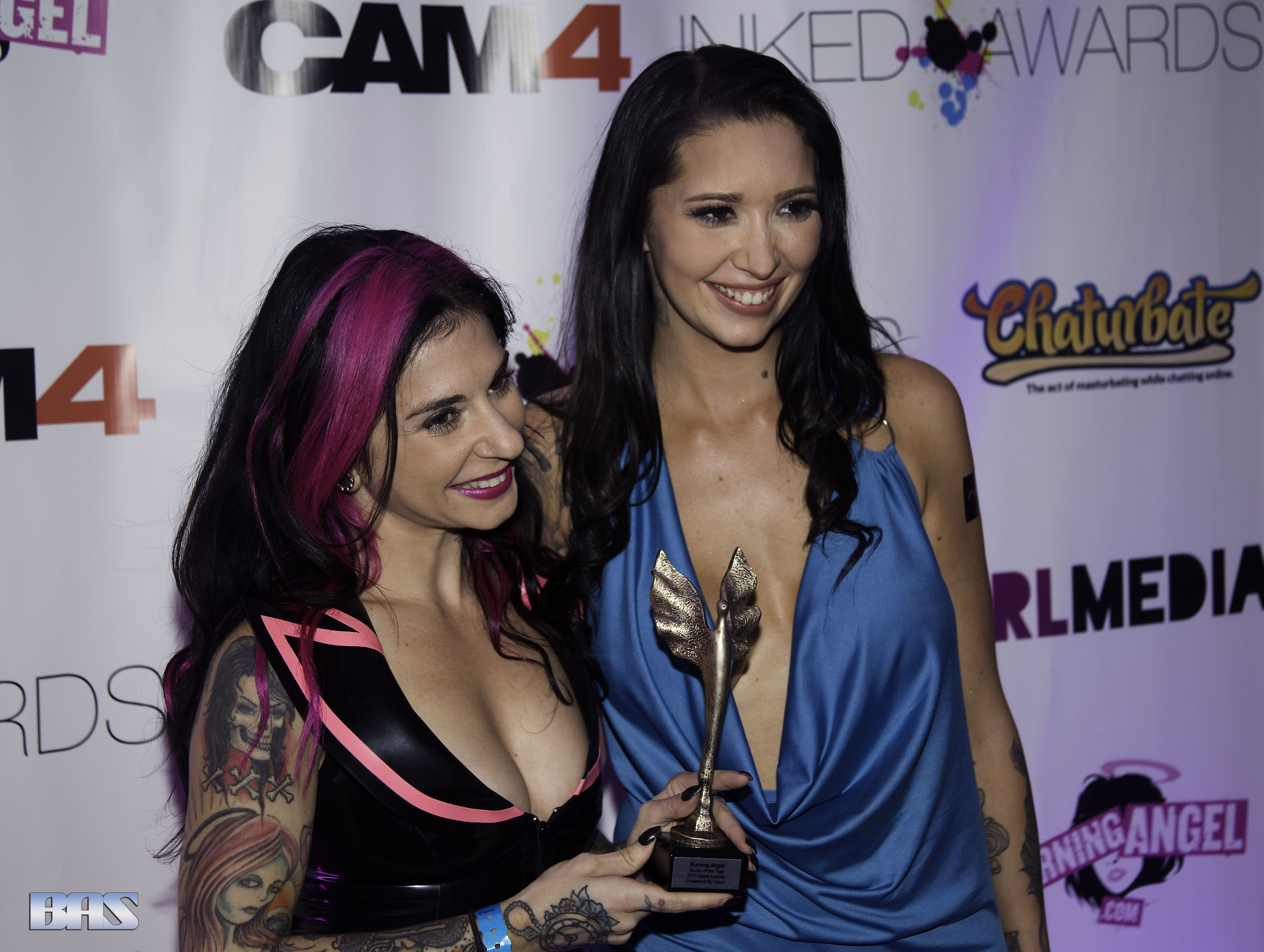
Joanna Angel a Callie Nicole

Joanna Angel se narodila 25. prosince 1980 v newyorském Brooklynu do rodiny židovky původem z Izraele a Američana. Vyrostla v River Edge v New Jersey, kde také navštěvovala základní školu Cherry Hill (Cherry Hill Elementary School). V roce 1998 absolvovala River Dell Regional High School a následně se zapsala na Rutgers University, kde získala titul bakaláře v oboru anglické literatury a filmových studií.
Během studií na střední škole pracovala v košer restauraci s rychlým občerstvením Teaneck. Při studiích na vysoké škole měla opět brigádu, tentokrát v restauraci Happy's Health Grille.
Po ukončení vysoké školy se přestěhovala do Williamsburgu v Brooklynu, kde se narodila. Se svým spolubydlícím Mitchem Fontainem pak v dubnu 2002 založila pornografickou stránku BurningAngel, která se zaměřovala na alternativní porno, kde účinkují především členové subkultur jako jsou gotici, punkeři nebo zastánci breakbeat Hardcoru. První stránkou podobného typu byl například web SucideGirl založený v roce 2001 Selenou Mooneyovou. Právě touto stránkou se Joanna inspirovala. V té době se již věnovala i striptýzu.
Šest let chodila s pornohercem Jamesem Deenem. Když se pak 2. prosince 2015 objevila v radiové show Jason Ellis Show, popisovala šestiletý vztah jako násilný a děsivý.

## Kariéra

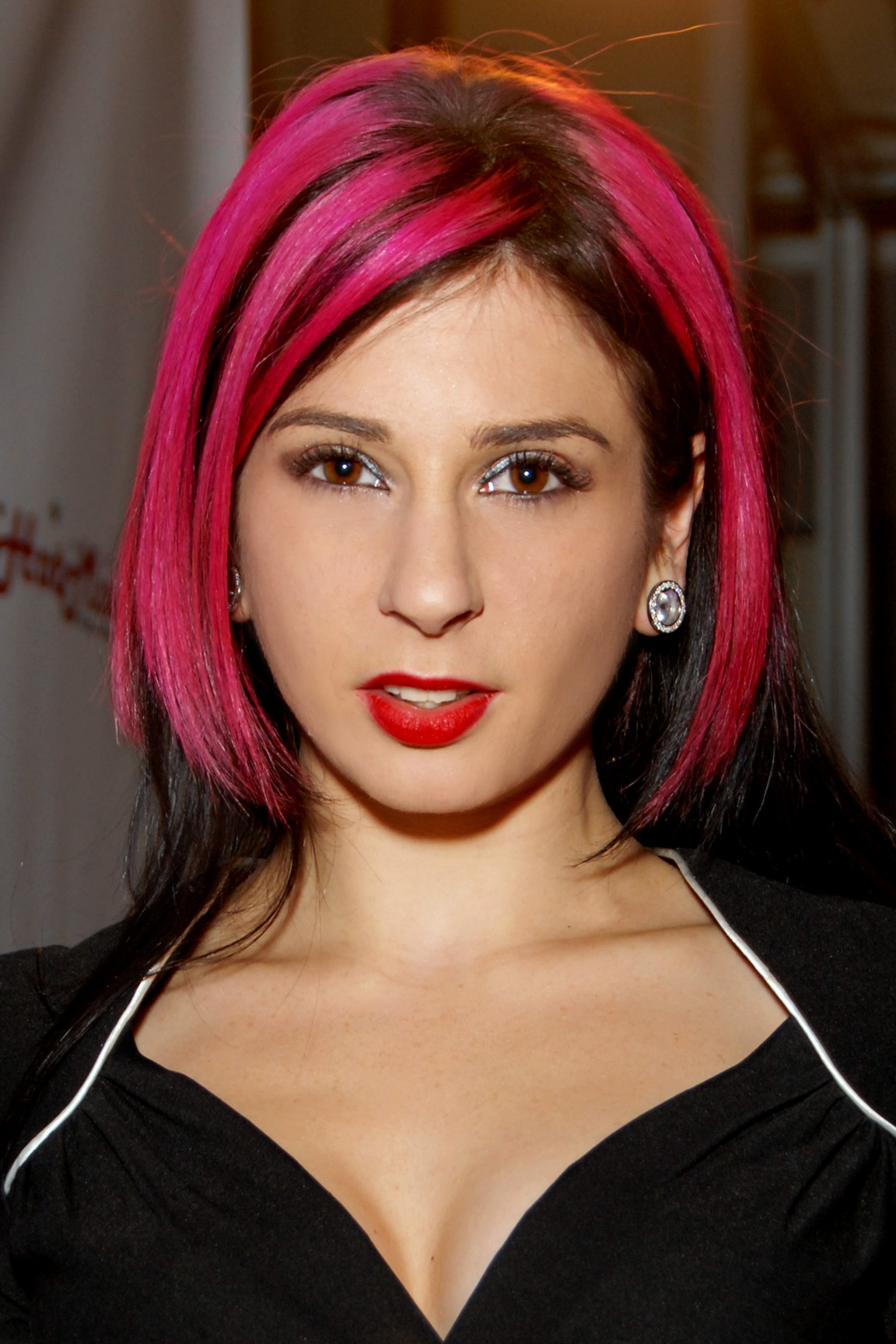
Joanna Angel v listopadu 2009

Většina filmů, které Joanna Angel napsala, režírovala nebo v nich hrála, je k dispozici pouze na BurningAngel. Nicméně, hrála i v běžně dostupných filmech distribuovaných různými společnostmi. Joanna Angel oficiálně vstoupila do průmyslu v roce 2005. Až do roku 2007 měla kontrakt se společností VCA Pictures.
V roce 2013 BurningAngel produkovala pornofilm The Walking Dead: A Hardcore Parody, přičemž se jednalo o pornografickou verzi oblíbeného seriálu The Walking Dead. Film byl silně kritizován, například i proto, že postavu Glenna Rheea (ztvární korejsko-americký herec Steven Yeun) nahradila hercem bílé pleti a nechala ho pouze nalíčit (tzv. Yellowface). Joanna Angel na kritiku reagovala s tím, že chápu, že je z toho někdo pobouřený, nicméně, pornoherec Danny Wylde je významným členem rodiny BurningAngel a ona ho ve filmu opravdu chtěla mít. Také ale kritikům jasně dala najevo, že to bere jen jako parodii a jejich komentáře jí nepřijdou na místě.
Díky úspěchu s BurningAngel se Joanna Angel objevila v mnoha časopisech a novinách, včetně The New York Times. Pro magazín Spin zase vytvořil sloupec. V roce 2010 zase účinkovala v aféře s režisérem pornofilmů Michaelem Whiteacrem, která se týkala porušení autorských práv. Krom Joanny byli ale zmíněny další účinkující: Lisa Ann, Julie Meadows, Kimberly Kane, Ron Jeremy, Alektra Blue a Kaylani Lei.
V roce 2011 byla CNBC jmenována jako jedna z 12 nejpopulárnějších pornohvězd. Krom pornofilmů ale působí i v klasickém filmu, například v americkém dokumentárním snímku Doc of the Dead. V roce 2016 pak působila v krimi filmu The Owl in Echo Park.

### Ocenění
Za svoji kariéru získala mnoho ocenění, nicméně, ne všechna oceňovala nejlepší, ale naopak nejhorší výkon. V roce 2006 si například odnesla cenu za „nejodpornější sex scénu“ díky pornofilmu Re-Penetrator. Z těch, které oceňovaly nejlepší výkon, získala například v roce 2011 AVN cenu za nejlepší ženský sólo výkon. V roce 2006 byla nominována na AVN cenu Best New Starlet, avšak cenu si odnesla McKenzie Lee. Dále Joanna Angel získala několik cen pro nejlepší web pornoherečky, například právě v roce 2006 a později i v letech 2014 a 2015.